# Epke Zonderland
Epke Jan Zonderland (Lemmer, 16 aprile 1986) è un ginnasta olandese.
Soprannominato "the flying Dutchman" (l'olandese volante) per le sue esecuzioni alla sbarra.

## Carriera
Ha iniziato a praticare la ginnastica all'età di quattro anni. Ha due fratelli (Herre e Johan) e una sorella (Geeske) che sono anche loro ginnasti di livello internazionale.
Zonderland ha raggiunto i suoi primi successi internazionali a livello giovanile nel 2004. Ai Campionati europei junior di Lubiana si piazzò al quarto posto nel concorso individuale e vinse la medaglia d'argento nella sbarra. Lo stesso anno si laureò anche campione olandese nel concorso individuale, strappando il titolo al fratello maggiore Herre.
Nel 2005, ai Campionati mondiali di Melbourne Zonderland e Jeffrey Wammes sono stati i primi ginnasti olandesi nella storia a qualificarsi per la finale del concorso individuale. Zonderland si piazzò all'11º posto finale. Ai Campionati europei dello stesso anno raggiunse solo la 15ª posizione, una delusione considerato il risultato dei Mondiali.
Dopo i successi del 2005, si confermò nel 2006 raggiungendo il sesto posto nella finale della sbarra agli Europei di Volos. Nella tappa di Coppa del Mondo di Teheran, Zonderland ottenne poi la sua prima vittoria nella stessa specialità. Nello stesso anno vinse anche per la seconda volta la medaglia d'oro nel concorso individuale ai campionati olandesi.
Nel 2007, agli Europei di Amsterdam si piazzò al sesto posto nel concorso individuale, il miglior risultato mai raggiunto da un ginnasta olandese, e vinse anche la medaglia di bronzo nelle parallele. Ai Mondiali di Stoccarda Zonderland conquistò la quarta posizione nella sbarra, che gli permise di qualificarsi per le Olimpiadi del 2008 a Pechino. Sempre nel 2007, a Glasgow, conquistò la sua seconda vittoria in Coppa del Mondo, nella sbarra.
Nel 2009, ha vinto la medaglia d'argento nella sbarra ai Mondiali di Londra, confermandosi anche l'anno dopo a Rotterdam. Sempre nel 2010, ha vinto l'argento, sempre nella sbarra, agli Europei di Birmingham.
Nel 2011, agli Europei di Berlino, ha conquistato la sua prima medaglia d'oro, nella sbarra. Nelle parallele si è invece piazzato al secondo posto.
Il 7 agosto 2012, alle olimpiadi di Londra, ha vinto la medaglia d'oro nella sbarra superando il tedesco Fabian Hambüchen e il cinese Zou Kai.
Il 6 ottobre 2013, ai mondiali di Anversa, ha vinto la medaglia d'oro nella sbarra, superando il tedesco Fabian Hambuchen.
Il 25 maggio 2014, agli europei di Sofia, conquista la medaglia d'oro alla sbarra con il punteggio di 15.866, superando di un punto l'inglese Samuel Oldham, e quella di bronzo alle parallele simmetriche con il punteggio di 15.533, superato solo dall'ucraino Oleh Vernjajev (15.966) e dal russo David Beljavskij (15.566).
Il 12 ottobre 2014, ai mondiali di Nanning conquista per la seconda volta consecutiva la medaglia d'oro alla sbarra.
Alle Olimpiadi di Rio del 2016 accede alla finale ma durante il suo esercizio manca la presa alla sbarra e cade, vanificando così le speranze di ottenere una medaglia.

## Vita privata
Zonderland ha iniziato a studiare medicina nel 2006 all'Università di Groninga, laureandosi nel 2018.

## Riconoscimenti
- Sportivo olandese dell'anno (2009, 2011, 2012, 2013)